# Conférence de Téhéran
Cet article concerne la conférence inter-alliée de 1943. Pour les autres significations, voir Conférence de Téhéran (homonymie).

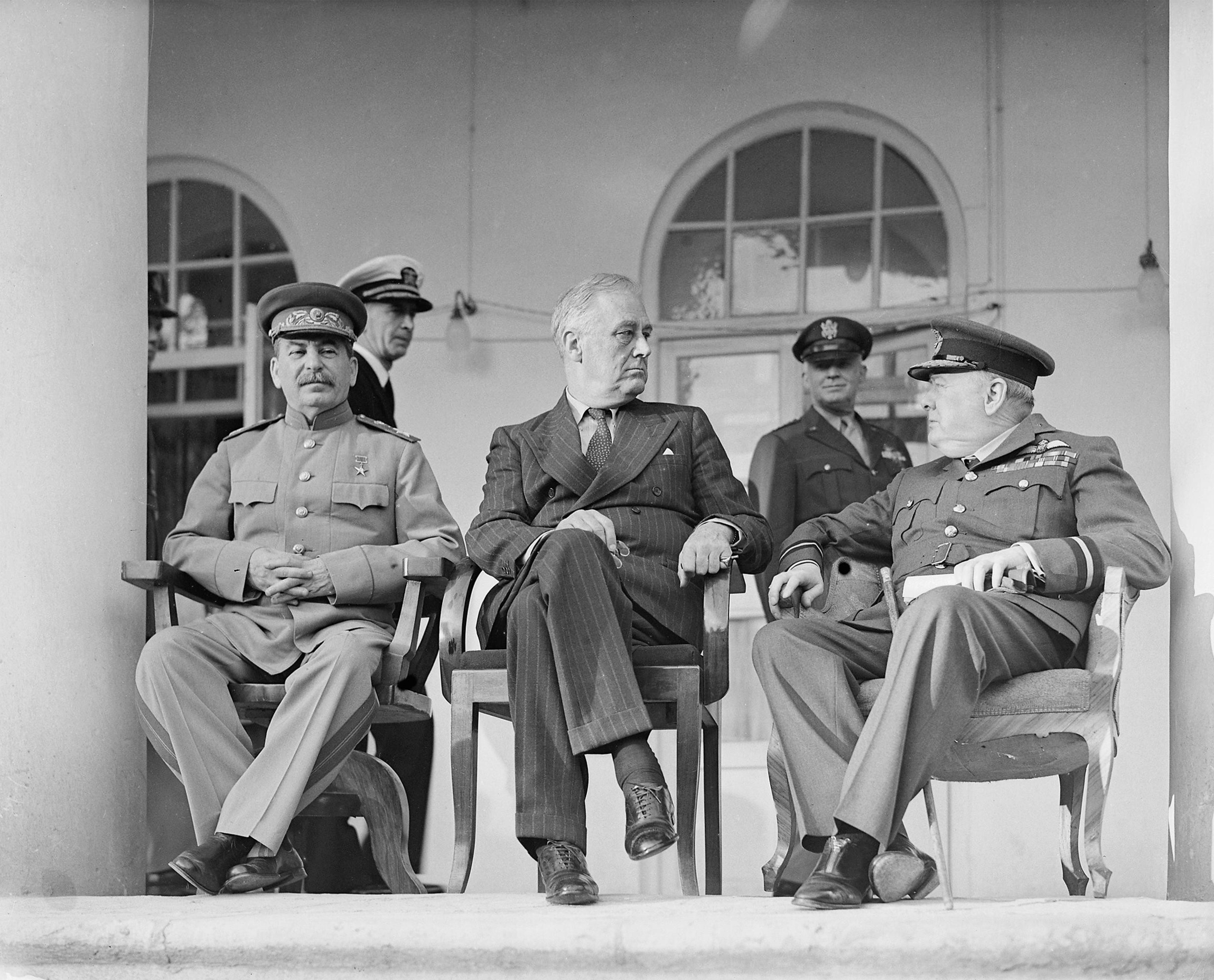
Autre photo des "trois grands" lors de la conférence de Téhéran. À l'arrière plan des assistants de Roosevelt.

La conférence de Téhéran, qui se déroula du 28 novembre au 2 décembre 1943 durant la Seconde Guerre mondiale, fut la première rencontre réunissant Churchill, Roosevelt et Staline, soit les trois principaux dirigeants des Alliés. Une décision politique et deux décisions militaires importantes y furent prises :
- le principe d’un démembrement de l’Allemagne, d’un partage de l’Europe en zones d’influence et du déplacement de la Pologne vers l’ouest ;
- le rejet par Staline et Roosevelt du projet britannique d’offensive par la Méditerranée et les Balkans ;
- l’organisation d’un débarquement en Normandie en juin 1944.

## Déroulement
Churchill avait proposé une rencontre à Londres. C’est Staline qui insista pour choisir Téhéran alors que la distance à parcourir était très longue pour Roosevelt et Churchill. Staline qui prenait l’avion pour la première fois de sa vie arriva en premier. Ses deux interlocuteurs arrivaient du Caire, où s’était déroulée une conférence sur le Japon et l’Asie.
L’Iran est alors occupé par les forces soviétiques et britanniques. Le jeune Chah de 22 ans, Mohammad Reza Pahlavi, n'a qu'un pouvoir protocolaire. Les dirigeants iraniens ne sont d'ailleurs informés de l'organisation de la conférence que quelques jours avant. Si Staline et Churchill lui rendent une visite de courtoisie, Reza Chah devra rencontrer Roosevelt à l'ambassade d'URSS, où ce dernier a accepté de loger. Les Alliés se comportent en terrain conquis et Reza Chah ne fut même pas invité aux cérémonies qui se déroulèrent dans les ambassades.
Pour éviter des parcours fastidieux entre ambassades, supposés être risqués selon les Soviétiques, Roosevelt accepta de prendre ses quartiers à l'ambassade de l'URSS, qui est truffée de micros et d'espions soviétiques.

## Objectif
Sur le plan politique, Staline accepta le principe de la création d’une organisation internationale, proposé par Roosevelt.
Les « trois grands » s’entendirent également sur le principe du démembrement de l’Allemagne, l’annexion de Königsberg par l’Union soviétique et le déplacement de la Pologne (dont le gouvernement en exil à Londres ne fut même pas informé) vers l’ouest pour que l’URSS puisse garder les territoires polonais obtenus par le pacte germano-soviétique. En compensation (partielle), la future Pologne recevrait les territoires orientaux de l’Allemagne.
On ne précisa pas les nouvelles frontières de la Pologne, les Britanniques souhaitant éviter les protestations du gouvernement polonais de Londres et Roosevelt celles des Américains d’origine polonaise. Après la conférence, quand des fuites révélèrent ce qui était considéré comme la complaisance des Britanniques et des Américains envers les appétits de Staline au détriment des Polonais, Anthony Eden (devant la Chambre des communes le 15 décembre 1943) et Roosevelt (devant le Congrès le 11 janvier 1944) se livrèrent à des dénégations mensongères. On envisagea, cependant, que la frontière orientale pourrait être définie par un tracé nommé « ligne Curzon A » : non la véritable ligne Curzon de 1919, qui laissait Lwow à la Pologne (nommée « B » par les Soviétiques), mais le tracé germano-soviétique de 1939 qui donnait cette ville à l'URSS. La frontière occidentale pourrait suivre le cours de deux rivières, l'Oder et la Neisse (ligne Oder-Neisse). On ne précisa pas, toutefois, s’il s’agissait de la Neisse occidentale (qui prend sa source en Bohême et se jette dans l’Oder près de Nysa) ou de la Neisse orientale (qui prend sa source en Silésie et se jette dans l’Oder près de Gubin), ce qui devait donner plus tard matière à discussion.
Staline exposa également ses revendications en Asie  sud de Sakhaline et îles Kouriles, alors japonais.
Concernant les opérations dans les Balkans occupés, Churchill annonça à Staline son intention de soutenir en Yougoslavie les partisans communistes, dirigés par Tito, plutôt que le groupe légitimiste des Tchetniks, obéissant au gouvernement yougoslave en exil à Londres, dirigés par Draža Mihailović. Churchill avait pris cette décision sur la base de rapports concluant que les Partisans infligeaient aux Allemands bien plus de dommages que les Tchetniks, (dont des groupes dissidents, en Bosnie-Herzégovine, en Croatie et en Dalmatie, distincts de ceux de Mihailović, collaboraient au contraire avec les occupants pour combattre les communistes) et sans se douter que ces rapports exagéraient largement le nombre des groupes dissidents et minimisaient les forces de Mihailović, grâce à l’influence des « Cinq de Cambridge », un groupe d’agents de renseignement britanniques du SIS travaillant en fait pour le NKVD.

## Décisions
À l’issue de la conférence, les trois chefs communiquèrent les conclusions militaires suivantes le 1er décembre 1943 :
1. Les Partisans yougoslaves seront soutenus avec des fournitures et des équipements ainsi que par des opérations de commandos[9] ;
2. Il est souhaitable que la Turquie se déclare en guerre aux côtés des Alliés, avant la fin de la guerre[9] ;
3. Prendre bonne note que si la Turquie entre en guerre contre l’Allemagne, et s’il en résulte une déclaration de guerre ou une attaque de la Bulgarie contre la Turquie, l’URSS entrerait immédiatement en guerre contre la Bulgarie. La conférence acta que ceci pouvait être mentionné dans les négociations à venir pour amener l'entrée en guerre de la Turquie[9] ;
4. L’« opération Overlord » (débarquement de Normandie) serait lancée en mai 1944, en synchronisation avec une opération contre le sud de la France. Cette dernière serait entreprise avec les moyens de débarquement disponibles. La conférence prendra note ultérieurement de la déclaration du maréchal Staline que les forces soviétiques lanceraient une offensive en même temps avec comme objectif d’empêcher les forces allemandes d’être transférées du front de l’Est vers celui de l’Ouest[9] ;
5. Il est convenu que les troupes des trois puissances resteront en contact étroit pour tout ce qui concerne les opérations en Europe. En particulier, il est convenu qu’un plan de couverture pour mystifier et désorienter l’ennemi sur les opérations sera concerté entre les personnels concernés[9].

Churchill, Staline et Roosevelt sont aussi convenus lors de cette conférence de créer l'ONU selon les principes élaborés lors de la conférence de Moscou, cette conférence mènera ainsi à celle réunissant des experts : la conférence de Dumbarton Oaks.

## Postérité
La conférence de Téhéran avait pour objectif un accord militaire. Il faut penser que cette conférence interalliée n’était pas suffisante : après que Churchill est allé le 9 octobre 1944 à Moscou négocier avec Staline le fameux accord des « zones d'influence » et du 30 janvier au 2 février 1945 à Malte préciser avec Roosevelt les modalités d’application et les stratégies consécutives, les « trois grands » se retrouvèrent encore à Yalta du 4 au 11 février 1945 pour entériner le tout afin de mettre fin rapidement à une guerre qui durait depuis 6 ans.

## Récits
- Winston Churchill. La Seconde Guerre mondiale - Tome 10 chap 10. Dans ses mémoires, Churchill évoque le diner offert par Staline, le 29 novembre, repas au cours duquel le dirigeant soviétique proposa de fusiller à la fin des hostilités 50 000 officiers et techniciens allemands. Il qualifie ces propos quelques minutes plus tard, vu la très mauvaise réaction de Winston Churchill, de plaisanterie, démenti qui laissa Churchill sceptique.
- Selon l’historiographie soviétique, dans le courant du second semestre 1943, les forces spéciales d’Otto Skorzeny auraient travaillé sur un projet visant à assassiner Churchill, Roosevelt et Staline au cours de la conférence qui aurait lieu à Téhéran en novembre 1943[11]. C’est l’opération « Grand Saut » (Operation Long Jump). Le projet aurait, cependant, été abandonné en raison du lieu trop éloigné. De plus, Berlin avait reçu un message codé de ses agents à Téhéran indiquant qu’ils étaient sous surveillance et que les agents du contre-espionnage soviétique auraient alerté les Anglo-Américains. Il semble que ce récit ne soit qu’une invention soviétique.